# HNLMS Koningin Wilhelmina der Nederlanden
Le HNLMS Koningin Wilhelmina der Nederlanden (Pays-Bas : Hr.Ms. Koningin Wilhelmina der Nederlanden) était un croiseur protégé de 2e classe construit dans les années 1890 pour la Marine royale néerlandaise.

## Histoire
Le Koningin Wilhelmina der Nederlanden (Reine Wilhelmine des Pays-Bas) a été terminé sur le chantier naval Rijkswerf d'Amsterdam après la liquidation du constructeur d'origine, la Koninklijke Fabriek van Stoom-en andere werktuigen. Il a été baptisé par la Reine à son lancement le 22 octobre 1892.

## Service
Il est entré en service le 17 avril 1894 et a effectué ses essais en mer du Nord et dans l'océan Atlantique. Durant les essais il s'est échoué sur l'île d'Harssens en quittant le port de Le Helder à cause d'une panne de moteur.

Puis il part, à partir du 10 décembre 1896, à Batavia sous la responsabilité du gouverneur-général des Indes orientales néerlandaises. Il visite la Chine, la Corée, le Japon et les Philippines en mission diplomatique.
Il intervient, durant la révolte des Boxers, entre 1891 et 1901, pour protéger les citoyens néerlandais en Chine. Puis il participe à la défense de la concession française de Shanghai où de nombreux néerlandais résident.
Le navire effectue son dernier voyage le 29 décembre 1909 de Sabang à IJmuiden où il arrive le 14 février 1910. Il y est désarmé puis vendu pour démolition.

## Note et référence
- (en) Cet article est partiellement ou en totalité issu de l’article de Wikipédia en anglais intitulé « HNLMS Koningin Wilhelmina der Nederlanden » (voir la liste des auteurs).